# كايليتشا (جنوب إفريقيا)
كايليتشا (بالإنجليزية:Khayelitsha)، هي منطقة عشوائية غير رسمية جزئياً، تقع في ويسترن كيب، على كيب فلاتس في مدينة كيب تاون. وتعني كايليتشا باللغة الخوسية «بيتنا الجديد». 
تأسست كايليتشا في عام 1985 في عهد نظام التمييز العنصري الابرتايد في جنوب افريقيا، حيث تم تطبيق سياسة الفصل العنصري في السكن بين البيض والسود والملونين، حيث منع السود والمولنين من السكن في الكثير من المناطق الحضرية وتم هدم عدد من الحارات في مدينة كيب تاون لاخلائها من سكانها غير البيض، وتم نقل أعداد كبيرة من الناس إلى كايليتشا اختيارياً وباستعمال القوة احياناً. 
بعد انتخابات 1994 التاريخية، انتقل مئات الآلاف إلى المناطق الحضرية بحثًا عن العمل أو التعليم أو كليهما بعد ان كان يمنعون من الانتقال من المناطق الشرقية ومنطقة ترانسكاي دون تصريح بالانتقال، وأقام العديد منهم أكواخاً مصنوعة من الصفيح والخشب والكرتون في كايليتشا، لتصبح من أكبر العشوائيات واكثرها فقرًا واكتضاضً والاسرع نمواً في جنوب افريقيا. 